# جان مارك روبرتس
جان مارك روبرتس (بالفرنسية: Jean-Marc Roberts)‏ ولد في 3 مايو 1951 بباريس وتوفى في 25 مارس 2013. وهو كاتب وكاتب سيناريو فرنسي. حصل على جائزة رينودو الأدبية عام 1979.

## روابط خارجية
- جان مارك روبرتس على موقع IMDb (الإنجليزية)
- جان مارك روبرتس على موقع IMDb (الإنجليزية)
- جان مارك روبرتس على موقع ألو سيني (الفرنسية)
- جان مارك روبرتس على موقع أول موفي (الإنجليزية)
- جان مارك روبرتس على موقع قاعدة بيانات الأفلام السويدية (السويدية)
- جان مارك روبرتس على موقع قاعدة بيانات الفيلم (الإنجليزية)
- جان مارك روبرتس على موقع كينوبويسك (الروسية)